# Valuiske, Stanîcino-Luhanske
Valuiske (în ucraineană Валуйське) este localitatea de reședință a comunei Valuiske din raionul Stanîcino-Luhanske, regiunea Luhansk, Ucraina.

## Demografie
Componența lingvistică a localității Valuiske
     Rusă (88,61%)
     Ucraineană (11,21%)
Conform recensământului din 2001, majoritatea populației localității Valuiske era vorbitoare de rusă (88,61%), existând în minoritate și vorbitori de ucraineană (11,21%).